# 铋-209
铋-209（209Bi）是铋的同位素之一，具有極微弱的放射性，半衰期長達2.01×1019年，是鉍最穩定的同位素，也是所有發生α衰變的放射性同位素中已知半衰期最長的。它有83個質子和126個中子，原子質量爲208.9803987原子質量單位。其中子數126為幻數，因此具有特別的穩定性。铋-209是鉍最普遍的同位素，幾乎占天然鉍的100%。

## 衰變特性
長期以來，人們認爲铋-209是所有元素中最重的穩定同位素，但2003年，法國奧賽天體物理和空間研究所的一個研究小組發現209Bi具有放射性，其發生α衰變的半衰期約爲1.9×1019年，超过宇宙年龄的十亿倍。現在公認最穩定的最大質量數核素是鉛-208。
在不受外界影響的情況下，铋-209衰變産生3.14兆電子伏的α粒子，並嬗變爲铊-205：
{\displaystyle \mathrm {^{209}_{\ 83}Bi\ {\xrightarrow[{}]{}}\ _{\ 81}^{205}Tl\ +_{\ 2}^{\ 4}He} }
在人工干預下（比如在反應堆中或使用加速器），铋-209可以參加鉛－铋中子俘獲循環。鉛-206/207/208直到铋-209都可以參加這一循環，但是俘獲截面都相當低。
由于铋-209超長的半衰期，對于其應用來說，209Bi仍然可以被當作非放射性物質處理。它的放射性比人體的放射性低得多，因此不會造成任何意義上的輻射傷害。雖然209Bi創造了α衰變的半衰期記錄，但其半衰期並不是實驗上確認的放射性核素中最長的；這一殊榮屬于碲-128（128Te)，其雙β衰變的半衰期估計爲7.7×1024年。而當今宇宙年齡不過為(1.3799±0.021)×1010年。
2012年，意大利大薩索國家實驗室（Laboratori Nazionali del Gran Sasso）團隊驗證了铋-209α衰變的半衰期值，他們報告的數據是(2.01±0.08)×1019年。他們還發現了铋-209經α衰變到铊-205的第二種路徑，即從铋-209衰變為铊-205第一激發態。這個反應的半衰期更長，估計爲1.66×1021年。盡管這兩個半衰期都比碲-128的半衰期短，但其α粒子能譜的半峰寬是目前觀測到最小的，根據海森堡測不准原理估計分別爲ΔΕ~5.5×10-43eV和ΔΕ~1.3×10-44eV。

## 用途
因为天然铋完全由铋-209组成，所以所有铋的用途都可看作是铋-209的用途，如铅的替代品、化妆品、油漆和像是次水杨酸铋的药物。

### 合成其它元素
210Po可通過在核反應堆中用中子轟擊209Bi來制造，全世界每年210Po的產量約為100克左右。209Po和208Po则可由质子轰击209Bi而成。用α粒子轰击209Bi则能得到砹。
209Bi也可用于合成如𬭊、𬭛、鿏、𬬭和鿭等超重元素。

## 核合成
在漸近巨星支的紅巨星中，铋-209和钋-210經由S-過程(慢速過程)通過中子俘獲而形成。此二核素是S-過程產生的最重元素。所有比它們更重的元素都是在R-過程（快速過程）中形成的，該過程發生在超新星爆發前十五分钟。

## 腳註
| 相邻较轻同位素: 铋-208                        | 铋-209是 铋的同位素 | 相邻较重同位素: 铋-210 |
| 母同位素： 砹-213 (α) 釙-209 (β+) 鉛-209 (β−) | 铋-209的 衰變鏈     | 衰變產物為 鉈-205 (α)  |